# Gewerbesteuer (Allemagne)
Le Gewerbesteuer en Allemagne est une Taxe sur les entreprises (littéralement « Taxe Professionnelle », mais avec des modalités très différentes de l'ancienne avec la taxe française du même nom). Elle constitue la principale source de revenus des communes allemandes. L’impôt a été introduit en Allemagne en 1936.
En 2008, la loi sur la réforme des impôts sur les sociétés a élargi l’assiette de l’impôt tout en diminuant le taux.
La base d’imposition est le bénéfice auquel sont ajoutées certaines dépenses :
- 25 % des frais de financement ;
- 20 % des frais de leasing des biens d’investissement mobilier ;
- 20 % des frais de location de locaux ;
- 50 % des frais de financement des biens immobiliers, les dividendes. Afin d’exonérer les PME des suppléments une franchise de 100,000 euros est appliquée.

Certains frais sont ensuite déduits de l’assiette afin d’éviter l’imposition réelle multiple :
- 1,2 % de la valeur fiscale du terrain ;
- Bénéfices de participations dans les entreprises à l’étranger ;
- Dividendes d’entreprise allemandes ou étrangères quand la participation dépasse 15 % ;
- Bénéfice d’exploitation d’un établissement à l’étranger.

Schéma du calcul du Gewerbesteuer:
```
Bénéfice d‘exploitation 
+ Suppléments
− Déductions
----------------------------------------------------------------
= Bénéfice d‘exploitation 
avant
 réduction pour pertes
− Pertes des exercices précédents
----------------------------------------------------------------
= Bénéfice d‘exploitation
− Franchise de 24.500
 
€ (Pour sociétés de personnes ou auto-entrepreneurs)
-----------------------------------------------------------------
= 
 Bénéfice d‘exploitation 
 × facteur (depuis 2008 : 3,5 %)
-----------------------------------------------------------------
= 
Base d‘imposition
 × taux de la commune
-----------------------------------------------------------------
= impôt à payer
```